# You Remind Me of Something
You Remind Me of Something is een nummer van de Amerikaanse R&B-zanger R. Kelly uit 1995. Het is de eerste single van zijn titelloze tweede studioalbum.
Het nummer werd vooral een hit in de Verenigde Staten, waar het de 4e positie behaalde in de Billboard Hot 100. In Nederland haalde het nummer de 8e positie in de Tipparade.